# سلفادور نوفو
سلفادور نوفو (بالإسبانية: Salvador Novo)‏ هو صحفي وكاتب مسرحي وكاتب وشاعر مكسيكي، ولد في 30 يوليو 1904 في مدينة مكسيكو في المكسيك، وتوفي بنفس المكان في 13 يناير 1974.

## وصلات خارجية
- سلفادور نوفو على موقع IMDb (الإنجليزية)
- سلفادور نوفو على موقع ميوزك برينز (الإنجليزية)
- سلفادور نوفو على موقع ديسكوغز (الإنجليزية)